# 中國猶太人
中國猶太人是指生活在中國的猶太人，中國關於猶太人最早的文獻記錄可以追溯到公元7世紀到8世紀間，但猶太人可能在更早的汉朝就已經來到了中國。從唐宋年間一直到清朝，猶太人都一直生活在一個相對隔離的社群中，大部分都居住在河南開封，稱為開封猶太人社群。
在19世紀和20世紀早期，隨著中國向西方開放通商口岸以及割讓殖民地，一些猶太人移民到中國的上海、天津以及英屬香港等商業中心。隨後又有数万名猶太人爲了躲避俄國的大革命和納粹的屠殺而來到中國，這些在東北的猶太群體一方面是從蘇聯遠東進入的，有些則是利用軸心同盟的日本簽證移居在滿洲國。
到1949年中華人民共和國成立時，幾乎所有的中國猶太人都放棄了他們的宗教和文化信仰。20世紀末和21世紀初，一些國際猶太人組織開始幫助中國猶太人恢復他們的傳統。
在中國開展共產主義運動高潮的時代，有一些著名的外國顧問和技術專家也是猶太人。其中部分人甚至入了中國國籍，成爲永久居民。在貿易擴大和全球化愈演愈烈的今天，有來自不同國家和不同宗教背景的猶太人暫時性或永久性地居住在中國當代的商業中心。

## 概述
中國的猶太人，包括開封猶太人和其他社群。
公元1世紀後，猶太人逃離家園並散佈在整個歐亞大陸上，其中以中亞地區最為集中。到9世紀時，已經有大量的猶太商人通過各種途徑來到中國。
第一次鴉片戰爭後，中國被迫開放通商口岸和割讓半殖民地，隨之一些猶太人在大英帝國的保護下來到中國。他們中的大部分都來自當時大英帝國的殖民地印度或伊拉克。在20世紀上半期，又有一些猶太人來到中國的經濟中心城市上海和英屬香港。
1917年俄國革命之後，更多的猶太人以難民的身份逃入中國。在1930和1940年代，猶太人爲了逃避納粹在西歐的屠殺也大批地湧入中國，這些難民多屬歐洲籍。其中上海、天津和哈尔滨以接納猶太難民的數量而聞名世界。
幾個世紀以來，因爲和漢人通婚以及文化同化，加上中國歷朝歷代均無對猶太人進行打壓，開封猶太人已經和漢人沒有多少區別，中華人民共和國政府也不承認他們是一個獨立的少數民族（一般歸為回族）。除非這些遺棄了祖先信仰的猶太人重新皈依猶太教，否則他們不具備移民以色列的條件。
今天少数中國猶太人的後裔還生活在漢族和回族社群中。關於中國的猶太教和猶太人的學術研究也成爲了西方學者的焦點，在20世紀末取得了不少成果。

## 歷史

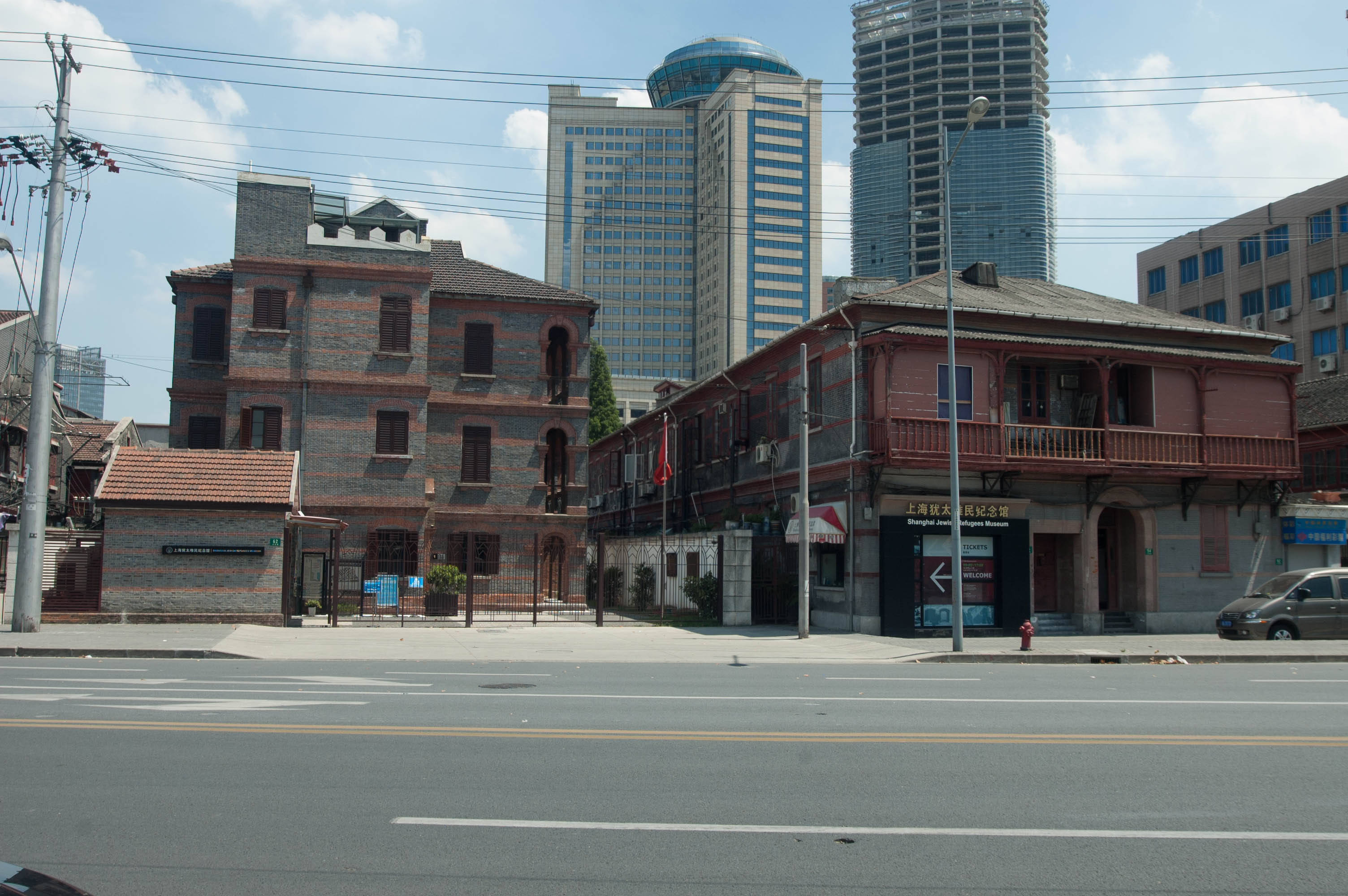
犹太移民建立的摩西会堂（今上海犹太难民纪念馆）

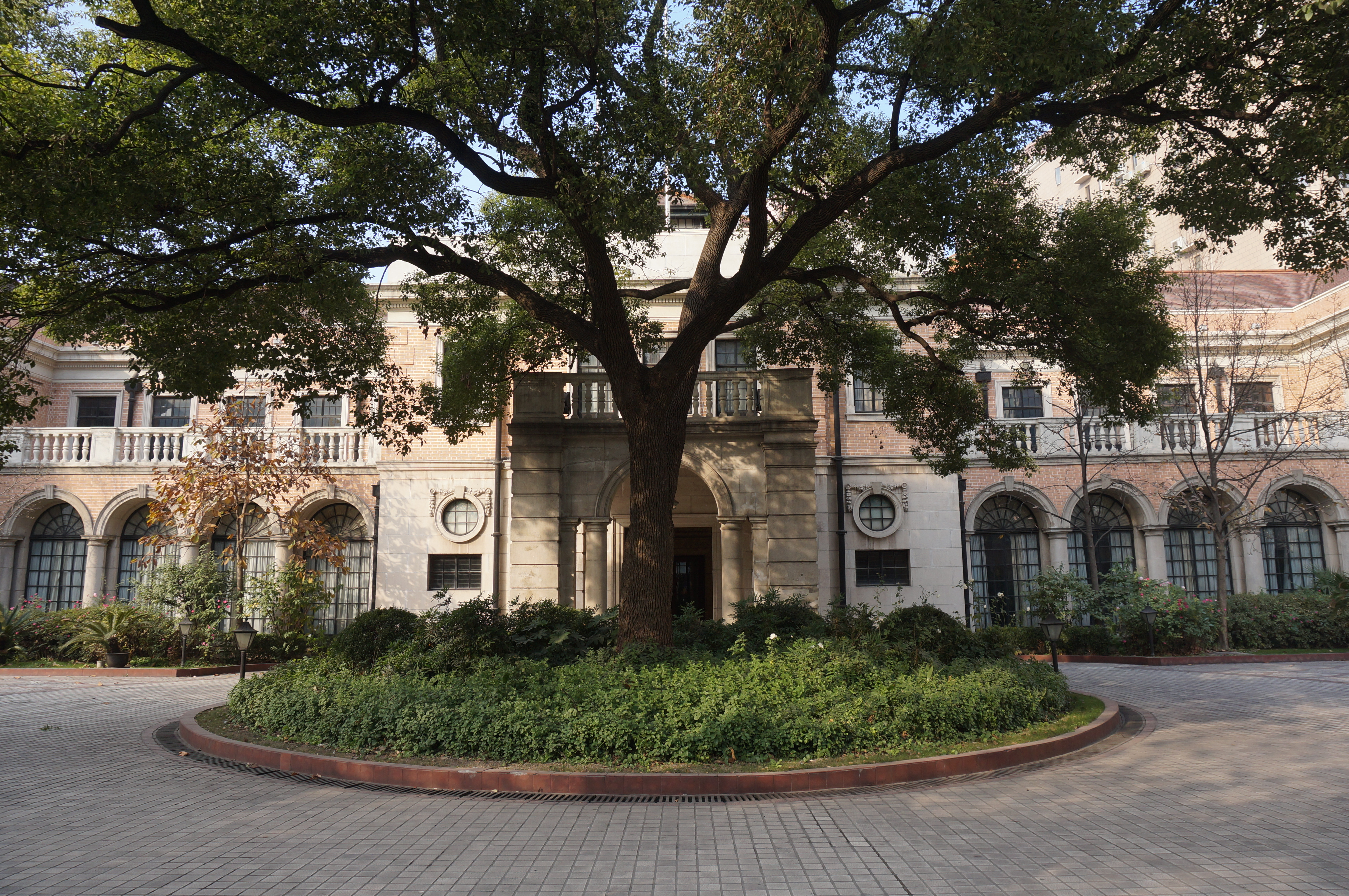
犹太商人建立的上海犹太人总会

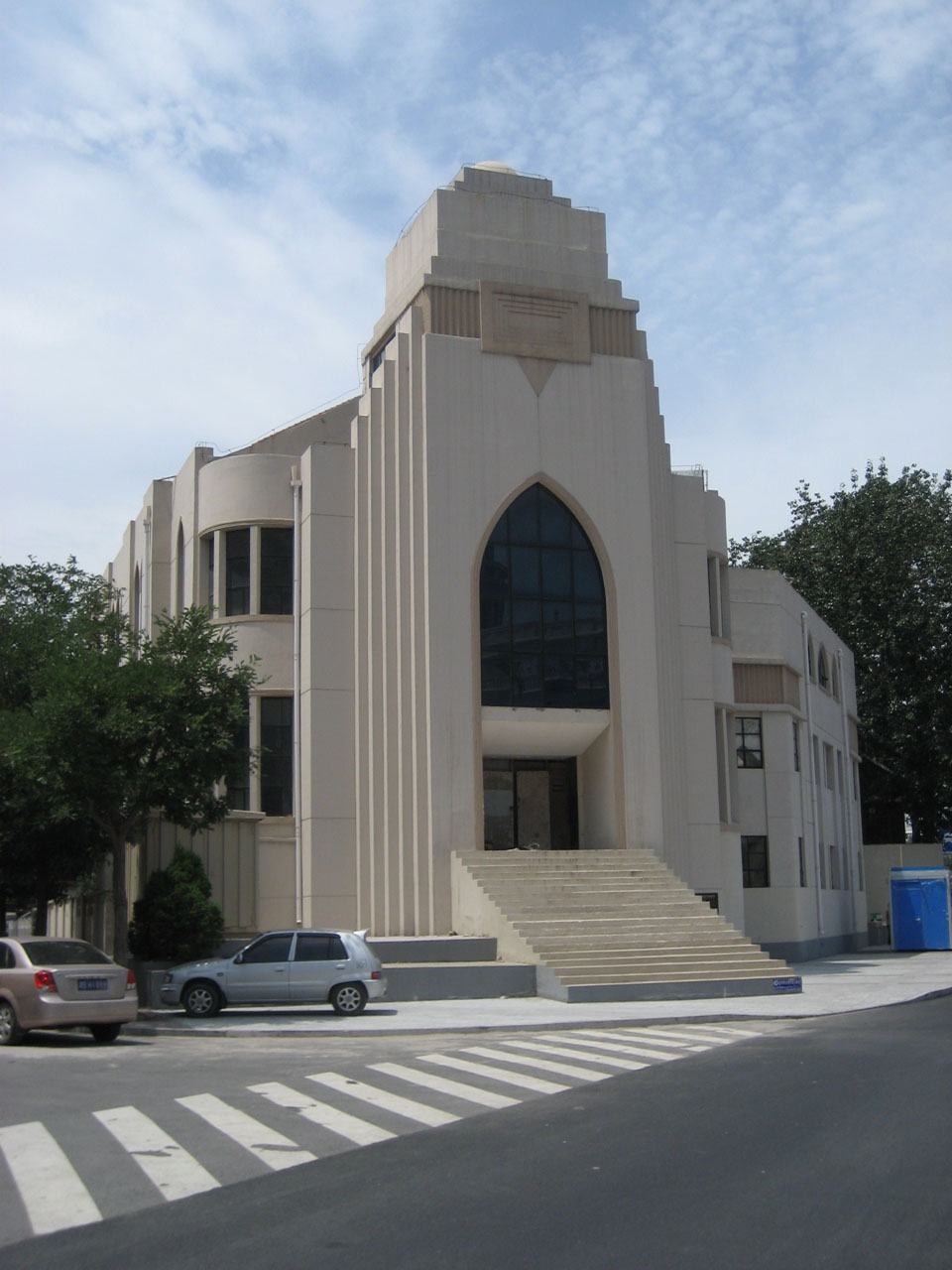
犹太移民建立的天津犹太教堂

- 據稱，歷史上遷入中國的猶太人都源于古代以色列王國的失蹤的十支派。
- 中國猶太人中最著名的一支，開封猶太人，是在北宋時期從中國西北部伊斯蘭教地區遷入中國的河南省。

### 早期記錄
文獻資料顯示，因爲類似的風俗，中國的猶太人常常被其他中國人錯認作穆斯林。在元代1329年到1354年的編年史文獻中，人們找到了可能是中國人對中國猶太人的最早的稱呼：
- 竹忽、朱乎得、术忽、主鹤、主吾、术忽特、朱呼得、诸呼得、攸特、祝虎、珠赫（來自於希伯來語的‎，“猶太人”的意思）
- 一赐乐业（來自於希伯來語的‎，“以色列”的意思）

這段編年史提到中國政府命令所有的中國猶太人進京。然而，在中國之外的關於中國猶太人的記錄要比這早得多。一名9世紀的阿拉伯旅行家Abou Zeyd Al Hassan認爲猶太教徒也是878年在广州（广府，Khanfu， خانفو ）被屠杀的十二万人中的幾個宗教派系之一。在8世紀，遷入中國的猶太人的數量已經不少，以至於中國政府必須指派特定的官員來管理、監督他們。
在元代，著名的意大利旅行家馬可·波羅和摩洛哥使節伊本·巴圖塔分別來到中國，在他們的遊記中都提到了中國猶太人的存在。伊本·巴圖塔写道，“杭州是一个十分美丽的城市，杭州的第二街区居住着犹太人，基督教徒，和土耳其人，人数众多”。。
現代西方對於中國猶太人的最早正式記錄可以追溯至17世紀在北京的耶穌會傳教士的文獻。
1605年，一位年輕的中國猶太人拜見了耶穌會傳教士利瑪竇，告訴他中國猶太社群信奉一神教。據説，當這位猶太人看到基督教的《聖母子圖》時，他誤認作是描繪《希伯來聖經》裡的人物利百加和以掃或雅各的繪畫。他還告訴利瑪竇他來自開封，在那裏生活著大量的猶太人。
利瑪竇派遣了一位中國教徒去拜訪開封。隨後，其他的耶穌会教士（大部分都是歐洲人）也拜訪了這座城市。他們發現開封猶太社群建造了自己的禮拜寺，該寺面朝東，收藏了大量的書刊手稿。
据钱文忠教授考证，北宋来华并汉化的犹太人改为17个汉姓。包括白、赵、金等。

### 起源
公元76年（漢朝年間），羅馬帝國皇帝提圖斯（Titus）佔領耶路撒冷，隨後最初的一批猶太人經由波斯遷入中國。一位歐洲神甫在1900年的論述中提到了一種假設，認爲猶太人有可能在宋代從印度沿海路來到中國。
在開封發現的三根有碑銘的石碑（Stele）爲人們提供了三種假設。最古老的一根追溯到1489年，紀念一個猶太會堂的建造，上面記載著猶太人在公元前2世紀到公元2世紀。
2001年，一枚犹太教的“大卫之星”图案浮雕在泉州德济门的抱鼓石中首次被发现。据相关史料记载，该石刻可能在泉州宋元时期或更早时候就已存在。元朝时，有一些犹太人在泉州居住，这方犹太教石刻的发现，为这段历史提供了实物依据。

### 19世紀
移居上海的第一波犹太人在19世纪下半叶到达，许多是来自伊拉克的西班牙系犹太人。这些犹太人的职业多为鸦片商人。
最早来到的一位是伊利亚斯·大卫·沙逊，在1845年为他父亲在孟买的公司开设了上海分公司。从此逐渐有一些犹太人从印度移居上海，大部分都是从孟买来的老沙逊洋行（David Sassoon & Co）职员。这个社团主要由亚洲 、德国和俄国犹太人组成，也有少数来自奥地利、法国和意大利。犹太人在对华鸦片贸易中占据极大份额，他们控制了大部分的鸦片贸易，同时也从事孟买棉纱的交易。少量人服务于租界的市政机构，例如新沙逊洋行（E. D. Sassoon & Co.）的股东哈同就曾先后任职于上海法租界公董局和上海公共租界工部局。

### 20世纪上半葉
1940年时，估计在滿洲國及中国本土的犹太人口共有36,000人 。20世纪上半葉，在中国的犹太人主要居住在上海、天津和哈尔滨。
最初来自中东、途径印度和香港前来经商的瑟法底猶太人，都在上海经营一些实力雄厚的洋行，拥有相当的社会地位。后来从俄国来了大批犹太难民，使得犹太人在上海的地位有所下降。
1917年俄国革命之后，帝俄贵族、白军军官及数万名俄国犹太人（许多人是因资产或农地平分的反共人士）与东正教徒一起迁移到滿洲（今中国东北地區）的哈尔滨。其中包括以色列第12任总理奥尔默特的祖父和父母，俄国首相的家庭。

### 二戰前後
另一波18000名犹太移民，在1930年代从德国、奥地利和波兰进入上海。上海是一个开放的城市，对各种移民都很宽容，而當時在中國一些諸如何凤山的外交官亦出於人道理由而向這些猶太移民簽發庇護護照。1943年，日本占领军要求这18,000名犹太人，正式名称为「无国籍难民」，重新安置在上海虹口区一块面积3/4平方英里的区域裡，这一时期进入上海的犹太人总数等于前往澳大利亚、加拿大、印度、新西兰和南非的犹太人人数的总和。许多在中国的犹太人后来前往中东创建了现代以色列国。
在大屠杀期间，上海由于是世界上少数几个不需要签证的地方之一，成为犹太难民的一个重要的避风港。 
在中国抗日战争期间，犹太人对中国人提供了大量帮助，如雅各布·罗森菲尔德博士，作为战地医生为共产党军队提供帮助，而莫里斯·科恩成了蒋中正的保镖，还有一些住在香港的著名犹太商人在战争期间为中国难民提供了慈善捐助。
战争后期，纳粹代表施加压力，要求日军制定计划，消灭上海犹太人，这一计划被犹太社团的领袖获悉。然而在日本人付诸实施之前，战争就结束了。

### 20世紀后半葉
第二次世界大战之后，犹太人的生存威胁因当时法西斯的战败而消失，欧洲重新进入和平期以及犹太复国主义在犹太人中的盛行从而引起了大部分犹太人移民回迁到欧洲，或者前往中东希翼建立犹太国，只有少数人留了下来。值得注意的是，中华人民共和国成立以后，有两位最著名的住在中国并同情共产党的外国人都是犹太血统，他们是沙博理和伊斯雷爾·愛潑斯坦（后都加入了中国籍）。萨拉·埃马斯，一个在中国长大的犹太移民，成为两国建交后第一个从中国移民到以色列的犹太人
。

### 21世紀
当代，有3个中国城市建立了犹太会堂，供犹太侨民和本地犹太人礼拜。
2005年，以色列驻华大使馆在长城举办了光明节庆典。

## 中國著名猶太人
- 沙博理
- 汉斯·米勒
- 伊斯雷尔·爱泼斯坦
- 莫里斯·科恩
- 刘诺一
- 孙珍妮[12]